# 花蓮港市
花蓮港市（日语：／ Karenkō shi */?），為臺灣日治時期1940年至1945年間存在的州轄市，轄屬花蓮港廳，亦為花蓮港廳舍、花蓮郡役所所在地。今花蓮縣花蓮市。

## 沿革

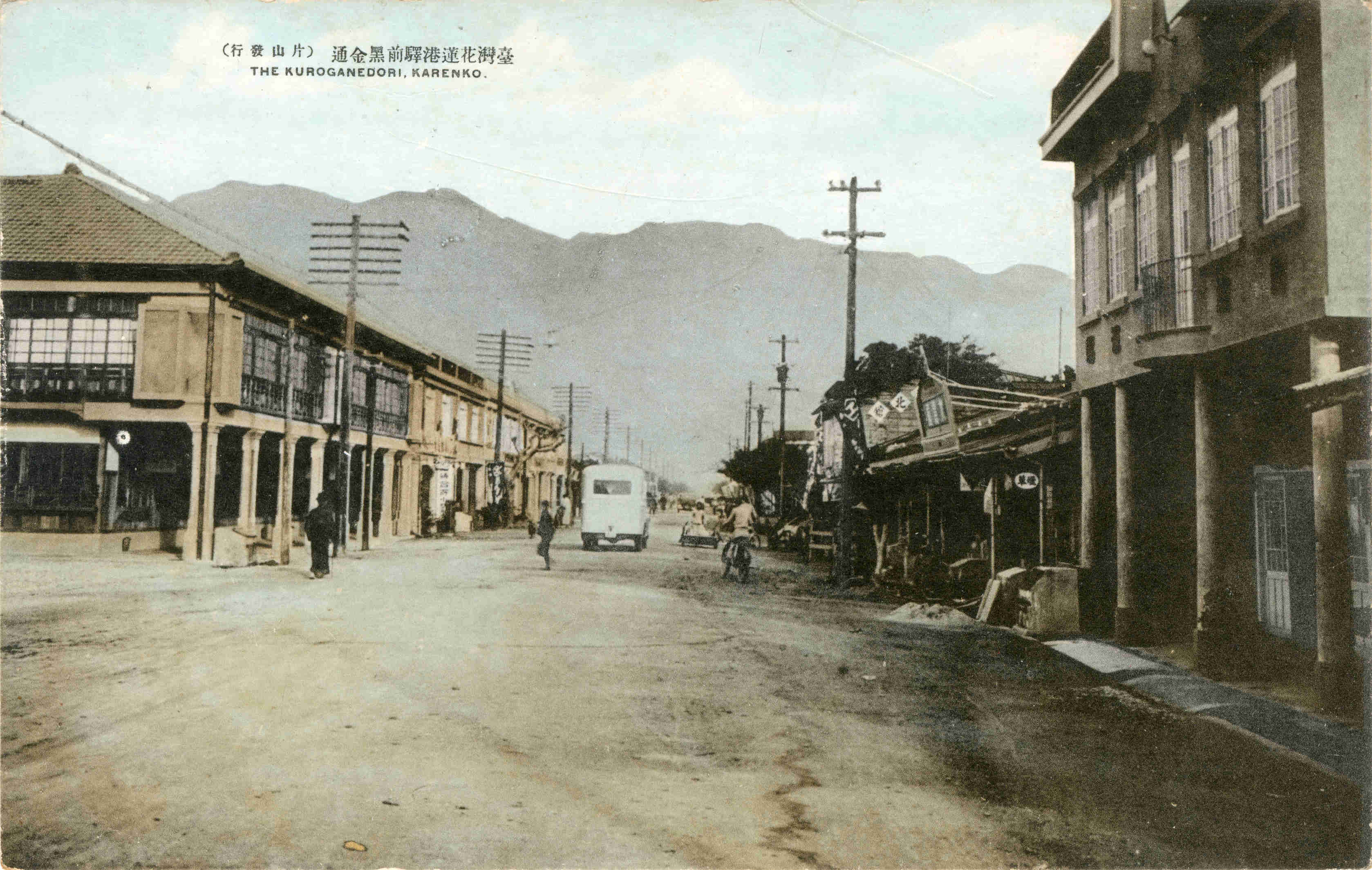
黑金通街景

花蓮港市一帶原為阿美族的生活地域，在清治時期1857年，從宜蘭來的漢人約30人至花蓮溪出海口北側開墾，逐漸形成漢人聚落「花蓮港街」（現在南濱一帶）。1875年，福建陸路提督羅大春率十三營官兵來開闢蘇澳經新城至花蓮的道路，並在此設置兵營。日治時期1896年5月，日軍從卑南街北上，並在既有的兵營駐屯，而當時花蓮港街聚落的人口僅有81人。
1899年，臺灣總督兒玉源太郎到花蓮視察時，因考量既有的花蓮港街距離海岸太近，常受到海浪侵襲，建議將市區移到較內陸的安全地點。於是1900年6月在花崗山西側設立了「新港街」，並在此設置臺東廳出張所，花蓮港街因此轉移至此並逐漸發展為新的花蓮港街，並在之後合併周圍地區，更於1940年10月28日升格為花蓮港市。

## 歷任首長

### 街長
| 任次 | 肖像 | 姓名 (生–卒)         | 在任時間       | 在任時間       | 備註                                                                                  |
| ---- | ---- | -------------------- | -------------- | -------------- | ------------------------------------------------------------------------------------- |
| 1    |      | 梅野清太 (1877–1940) | 1920年9月1日   | 1926年10月21日 | 1.設立簡易農業學校。 2.臺東線全線通車。                                               |
| 2    |      | 佐野梅太郎 (？–？)   | 1926年10月21日 | 1930年10月20日 | 1.1926年10月31日部分花蓮支廳平野區劃入花蓮港街。 2.設立花蓮港高等女學校。             |
| 3    |      | 西村吾六 (？–？)     | 1930年10月20日 | 1931年9月21日  |                                                                                       |
| 4    |      | 宮崎末彥 (1883–？)   | 1931年9月21日  | 1937年7月14日  | 設立花蓮港中學校。                                                                    |
| 5    |      | 植田末熊 (？–？)     | 1937年7月14日  | 1940年10月28日 | 1.1937年10月1日部分花蓮支廳平野區劃入花蓮港街。 2.啟用花蓮港。 3.設立花蓮港工業學校。 |

#### 附註
1. ↑  原花蓮港廳稅務課屬。
2. ↑  原高雄州恆春郡守。
3. ↑  原花蓮港廳花蓮支廳長。

### 市長
| 任次 | 肖像 | 姓名 (生–卒)         | 在任時間       | 在任時間       | 備註                                        |
| ---- | ---- | -------------------- | -------------- | -------------- | ------------------------------------------- |
| 1    |      | 田中鐵太郎 (1888–？) | 1940年10月28日 | 1942年4月15日  |                                             |
| 2    |      | 鳥海剛 (1891–？)     | 1942年4月15日  | 1944年4月20日  | 1943年9月12日部分花蓮郡研海庄劃入花蓮港市。 |
| 3    |      | 福島安太 (1887–？)   | 1944年4月20日  | 1945年10月25日 |                                             |

#### 附註
1. ↑  原臺中州員林郡守。
2. ↑  原臺北州宜蘭市長。
3. ↑  原臺南州東石郡守。

### 市助役
| 任次 | 肖像 | 姓名 (生–卒)     | 在任時間       | 在任時間       | 備註 |
| ---- | ---- | ---------------- | -------------- | -------------- | ---- |
| 1    |      | 常田正 (1893–？) | 1940年10月28日 | 1942年8月7日   |      |
| 2    |      | 田村清人 (？–？) | 1942年8月7日   | 1945年7月27日  |      |
| 3    |      | 隅田虎一 (？–？) | 1945年7月27日  | 1945年10月25日 |      |

#### 附註
1. ↑  原臺北州臺北市文書課長。
2. ↑  改任高雄州旗山郡守。

## 行政區劃
花蓮港市於1909年原屬蓮鄉花蓮港區和加禮宛區的街庄。1914年5月23日，花蓮港廳和臺東廳實施街庄整併，農兵庄併入軍威庄，三仙和庄併入十六股庄。1920年9月1日，原堡里之行政區廢除，街庄改為大字；花蓮港區拆分為「花蓮港街」、「吉野區」、「平野區」、「壽區」，加禮宛區併入平野區。1926年11月1日，平野區的米崙改劃入花蓮港街。
1937年10月1日，花蓮港廳實施街庄制，花蓮港街的花蓮港、米崙和平野區的十六股、歸化、軍威、薄薄(部分)、荳蘭(部分)合併為「花蓮港街」，轄域內分為花蓮港、米崙、豐川、佐倉、宮下五個大字，而花蓮港街隸屬於花蓮郡，也是花蓮郡役所駐地。花蓮港大字下有「黑金通」、「彌生通」、「高砂通」、「春日通」、「新城通」、「朝日通」、「常盤通」、「營所通」、「舊新港街」、「稻住」、「福住」、「千石」、「有明」、「藏前」、「北濱」、「南濱」、「入船通」、「連雀通」小字名。
1940年10月28日，花蓮港街升格為「花蓮港市」，並自花蓮郡分出，改由花蓮港廳直轄。1943年9月12日，原屬研海庄的部分砂婆礑溪（美崙溪）北側土地，劃入花蓮港市佐倉。
| 1909年   | 1909年   | 1914年   | 1914年   | 1920年   | 1920年 | 1937年   | 1937年 | 2020年 | 2020年                                                                                 |
| -------- | -------- | -------- | -------- | -------- | ------ | -------- | ------ | ------ | -------------------------------------------------------------------------------------- |
| 花蓮港區 | 花蓮港街 | 花蓮港區 | 花蓮港街 | 花蓮港街 | 花蓮港 | 花蓮港街 | 花蓮港 | 花蓮市 | 花蓮市其他里                                                                           |
| 花蓮港區 | 米崙庄   | 花蓮港區 | 米崙庄   | 平野區   | 米崙   | 花蓮港街 | 米崙   | 花蓮市 | 民心里、民孝里、民享里、民意里、民政里、民勤里、民運里、民樂里、民立里、民德里、國光里 |
| 花蓮港區 | 軍威庄   | 花蓮港區 | 軍威庄   | 平野區   | 軍威   | 花蓮港街 | 宮下   | 花蓮市 | 國富里、國聯里、國盛里                                                                 |
| 花蓮港區 | 農兵庄   | 花蓮港區 | 軍威庄   | 平野區   | 軍威   | 花蓮港街 | 宮下   | 花蓮市 | 國富里、國聯里、國盛里                                                                 |
| 加禮宛區 | 歸化庄   | 加禮宛區 | 歸化庄   | 平野區   | 歸化   | 花蓮港街 | 佐倉   | 花蓮市 | 國福里、國慶里、國興里、秀林鄉水源村（部分）                                           |
| 加禮宛區 | 十六股庄 | 加禮宛區 | 十六股庄 | 平野區   | 十六股 | 花蓮港街 | 豐川   | 花蓮市 | 國強里                                                                                 |
| 加禮宛區 | 三仙河庄 | 加禮宛區 | 十六股庄 | 平野區   | 十六股 | 花蓮港街 | 豐川   | 花蓮市 | 國強里                                                                                 |

## 區
1940年10月28日花蓮港市成立時，花蓮港市劃分為以下26區：南濱區、北濱區、入船區、黑金一區、黑金二區、黑金三區、連雀區、稻住一區、稻住二區、稻住三區、稻住四區、稻住五區、福住一區、福住二區、舊新港一區、舊新港二區、有明區、千石區、水上區、米崙一區、米崙二區、米崙三區、豐川區、佐倉區、宮下區。
1941年1月31日，調整為以下15區。
- 第1區：南濱、黑金通(部分)、入船通(部分)
- 第2區：朝日通、入船通(部分)、常盤通(部分)、春日通(部分)、黑金通(部分)、高砂通(部分)
- 第3區：北濱、入船通(部分)、新城通(部分)
- 第4區：營所通、彌生通(部分)、新城通(部分)、常盤通(部分)、春日通(部分)、黑金通(部分)、高砂通(部分)、筑紫橋通(部分)、
- 第5區：連雀通、新城通(部分)、常盤通(部分)、春日通(部分)、黑金通(部分)、筑子橋通(部分)
- 第6區：舊新港街(部分)、米崙(部分)
- 第7區：水上、舊新港街(部分)
- 第8區：稻住(部分)、福住(部分)
- 第9區：稻住(部分)、福住(部分)
- 第10區：稻住(部分)、福住(部分)
- 第11區：有明、千石、藏前
- 第12區：宮下(部分)、豐川(部分)、米崙(部分)
- 第13區：豐川(部分)、宮下(部分)、
- 第14區：佐倉
- 第15區：米崙(部分)

## 市章
花蓮港市的市章為一鏤空的五角形，此市章在1916年的花蓮港街章徵選活動中，由花蓮港街居民粥川切太郎設計的圖案獲選一等賞。此街章圖案以花蓮港的「花」字為發想，以五角形代表了花的五瓣。

## 交通

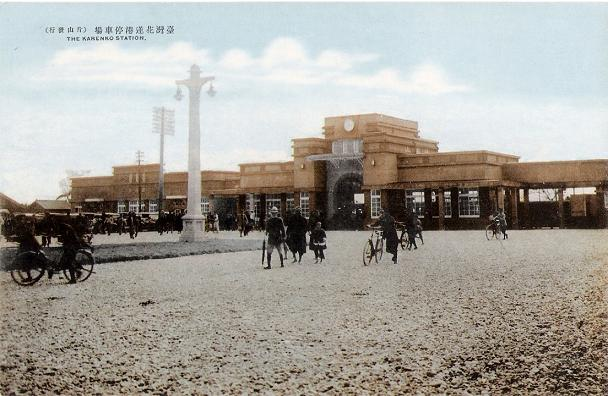
花蓮港車站（舊花蓮車站，已拆除）

- 海岸車站（1941年廢站）
- 東花蓮港車站（今花蓮港車站）
- 花蓮港車站（1982年廢站）
- 米侖車站（1982年廢站）
- 日ノ出車站（1982年廢站）
- 入船車站（1961年廢站）

## 設施

### 行政
- 花蓮港廳（現址為復興市場）
- 花蓮郡役所（現址警察局花蓮分局）
- 花蓮港市役所
- 花蓮港警察署
- 花蓮港港務部
- 花蓮港郵便局（今中山路郵局）
- 花蓮港測候所（今花蓮氣象站）
- 花蓮港廳產業獎勵館
- 花蓮港廳種畜場
- 花蓮港廳農事試驗場
- 臺北刑務所花蓮港支所（現址為自由廣場）
- 營林所東部出張所
- 台北地方法院花蓮港支部
- 鐵道部花蓮港出張所
- 交通局花蓮港埠頭出張所
- 專賣局花蓮港支局（今花蓮文化創意產業園區）

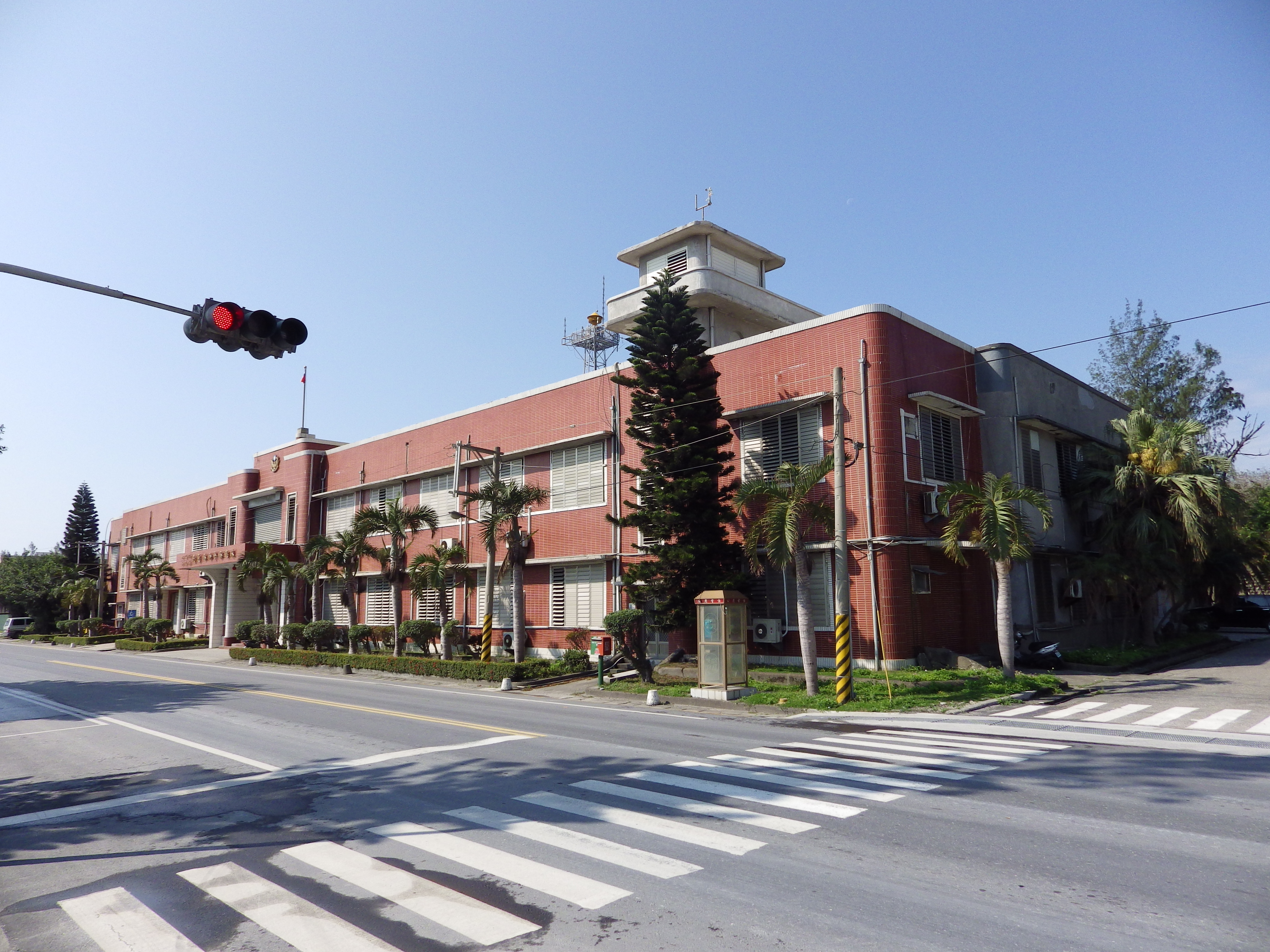
花蓮港埠頭合同廳舍

- 米穀局花蓮港米穀事務所
- 花蓮港合同廳舍[8]

### 教育

#### 中等教育
- 廳立花蓮港中學校（今 花蓮高中）
- 廳立花蓮港高等女學校（今 花蓮女中）
- 廳立花蓮港工業學校（今 花蓮高工）
- 廳立花蓮港農林學校（今 花蓮高農）
- 市立花蓮港家政女學校（今 花蓮高商）
- 花蓮港青年學校

#### 初等教育
- 花蓮港尋常高等小學校→朝日國民學校（今 花崗國中）
- 東花蓮港尋常小學校
- 台東國語傳習所奇萊分教場→花蓮港公學校→明治公學校→明治國民學校（今 明禮國小）
- 花蓮港公學校昭和分教場→昭和公學校→昭和國民學校（今 明義國小）
- 花蓮港公學校美崙分教場→港國民學校（今 明恥國小）
- 曙國民學校（戰後與明恥國小合併）
- 花蓮港公學校佐倉分教場→西國民學校（今 明廉國小）

### 醫療
- 花蓮港病院（今衛生福利部花蓮醫院）
- 奇萊醫院（傳染病院）
- 花蓮港婦人病院

### 其他
- 花蓮港神社
- 花蓮港武德殿
- 花蓮公會堂（現址為中國國民黨部）
- 花崗山公園